# 韩旭 (1973年)
韩旭（1973年9月28日—），中国北京市人，籍贯山东省，退役足球运动员，曾担任北京国安队队长。在球场上司职中后卫，擅长头球。

## 生涯简介

### 职业球员时代
韩旭最早效力于北京青年足球队，并随北京代表队参加了第七节全运会的足球比赛，并获得亚军。随即，在1994年开战的首届中国足球甲A联赛中，他被时任主教练唐鹏举相中，进入了北京国安队效力，正式开始了自己的职业生涯。但是，北京国安队在当季的联赛中表现平平，仅获得第8名；韩旭在联赛第六轮国安对阵延边队的比赛中首次首发出场。并在第十一轮对阵江苏迈特队的比赛中攻入了自己职业生涯首粒入球。
1995年，韩旭逐渐走上了主力的位置。他凶狠顽强的作风也得到了京城球迷的首肯；甚至于对手都开玩笑宣称他“脚底长牙”。由于他以及其他球员的出色发挥，这个赛季国安队获得了联赛第二和杯赛第三的好成绩。
在随后的几个赛季，韩旭和谢朝阳共同构筑了国安队较为稳固的后防线，也成为了铁打不动的主力；在进攻线上，他的头球也成为了国安队摧城拔寨的利器之一，由于在本队的角球进攻中于他经常能够在对方球门后点攻门得手，该区域一度被部分媒体称作“韩旭进球点”。在国安效力期间，他随队获得了1996年、1997年以及2003年三届中国足协杯冠军，这也是他职业生涯当中获得的最高荣誉。另外，他也获得了1997年、1998年以及2002年甲A联赛季军，并随队夺得1998年亚洲优胜者杯季军。
随着徐云龙、杨璞等后防线上新鲜血液的成熟，2000年之后，韩旭也逐渐淡出了国安队的主力阵容。2004年底，韩旭决定退役。2005年4月10日，国安在工人体育场迎战上海申花队，国安俱乐部在该场比赛中场休息时，同时为他以及南方、周宁三位老将举办了退役仪式。

### 退役后
退役后的韩旭戏称自己是“下岗工人”，但他随即进入国安票务部门工作，并出任北京新纪元票务公司经理。他也在业余时间参与北京电视台体育频道中超联赛球评工作。2008年，他又在北京开办了一家青少年足球训练营。